# Włodowice (gromada w powiecie zawierciańskim)
Włodowice – dawna gromada, czyli najmniejsza jednostka podziału terytorialnego Polskiej Rzeczypospolitej Ludowej w latach 1954–1972.
Gromady, z gromadzkimi radami narodowymi (GRN) jako organami władzy najniższego stopnia na wsi, funkcjonowały od reformy reorganizującej administrację wiejską przeprowadzonej jesienią 1954 do momentu ich zniesienia z dniem 1 stycznia 1973, tym samym wypierając organizację gminną w latach 1954–1972.
Gromadę Włodowice z siedzibą GRN we Włodowicach utworzono – jako jedną z 8759 gromad na obszarze Polski – w powiecie zawierciańskim w woj. stalinogrodzkim, na mocy uchwały nr 24/54 WRN w Stalinogrodzie z dnia 5 października 1954. W skład jednostki weszły obszary dotychczasowych gromad Morsko, Parkoszowice i Włodowice ze zniesionej gminy Włodowice oraz obszar dotychczasowej gromady Rzędkowice ze zniesionej gminy Kroczyce w tymże powiecie; a także oddziały leśne nr nr 18B–21B z Nadleśnictwa Rzeniszów. Dla gromady ustalono 21 członków gromadzkiej rady narodowej.
20 grudnia 1956 województwo stalinogrodzkie przemianowano (z powrotem) na katowickie.
31 grudnia 1961 do gromady Włodowice włączono wieś Skałka ze zniesionej gromady Rudniki oraz wsie Hucisko i Zdów ze zniesionej gromady Zdów w tymże powiecie.
Gromada przetrwała do końca 1972 roku, czyli do kolejnej reformy gminnej. 1 stycznia 1973 w powiecie zawierciańskim reaktywowano gminę Włodowice.